# Curcuma sattayasaiorum
Curcuma sattayasaiorum är en enhjärtbladig växtart som beskrevs av Chaveer. och Sudmoon. Curcuma sattayasaiorum ingår i släktet Curcuma och familjen Zingiberaceae. Inga underarter finns listade i Catalogue of Life.